# 班布里奇級驅逐艦
班布里奇級驅逐艦（英語：Bainbridge class destroyer）是美國第一批設計的驅逐艦。汲取美西戰爭經驗，美國海軍在1899年獲經費建造16艘「魚雷驅逐艦」，其中13艘即為班布里奇級，而餘下3艘則為設計相若的特魯斯頓級驅逐艦。

## 設計及服役簡要
由於沒有先例可循，班布里奇級的官方設計整體是以魚雷艇為藍本，在前甲板增設一座艦橋。2門3吋/50火炮分別安裝在艦橋及艦艉指揮塔，艦橋指揮塔左右開孔，各安裝1門6磅炮，餘下3門6磅炮則置於艦體中央及艦艉。艦體中央為4支煙囪（連接4座鍋爐），以2支為一組前後區隔排列（每2座鍋爐連接1座輪機），而每組煙囪中間各設1座魚雷發射管。艦橋的重量使本艦航速有所限制，最終無法突破30節。
美國國會將班布里奇級的建造合約，分給六間私營公司，包括納菲爾-利維船舶和引擎製造公司（Neafie and Levy Ship and Engine Building Company，DD-1至DD-3）、威廉·特里格公司造船公司（William R. Trigg Company，DD-4至DD-5）、夏蘭·荷令斯威鋼鐵廠（Harlan & Hollingsworth Company，DD-6至DD-7）、霍河造船廠（DD-8至DD-9）、聯合鋼鐵廠（DD-10至DD-12）及燃氣輪機及發電公司（Gas Engine and Power Company，DD-13）。
13艘軍艦並沒有全數跟從官方的設計，而且在細節上各有千秋。班布里奇号 (DD-1)、巴里号 (DD-2)、昌西號 (DD-3)、戴尔号 (DD-4)、迪凱特號 (DD-5)、保羅·瓊斯號 (DD-10)、派里號(DD-11)、普雷貝爾號 (DD-12)及斯圖爾特號 (DD-13)均採用官方設計。非官方設計的驅逐艦，全部均有「龜背」狀的前部甲板，以連接艦艏與艦橋。霍河建造的羅倫斯號(DD-8)及麥克多諾號 (DD-9)，4支煙囪全部緊密排列，建成後因無法安裝2門3吋炮，而改為安裝2門6磅炮，並在艦身額外加裝1門6磅炮（共7門）；夏蘭·荷令斯威建造的霍普金斯號 (DD-6)與赫爾號 (DD-7)的煙囪則較高，前部甲板較矮，共裝有6門6磅炮。

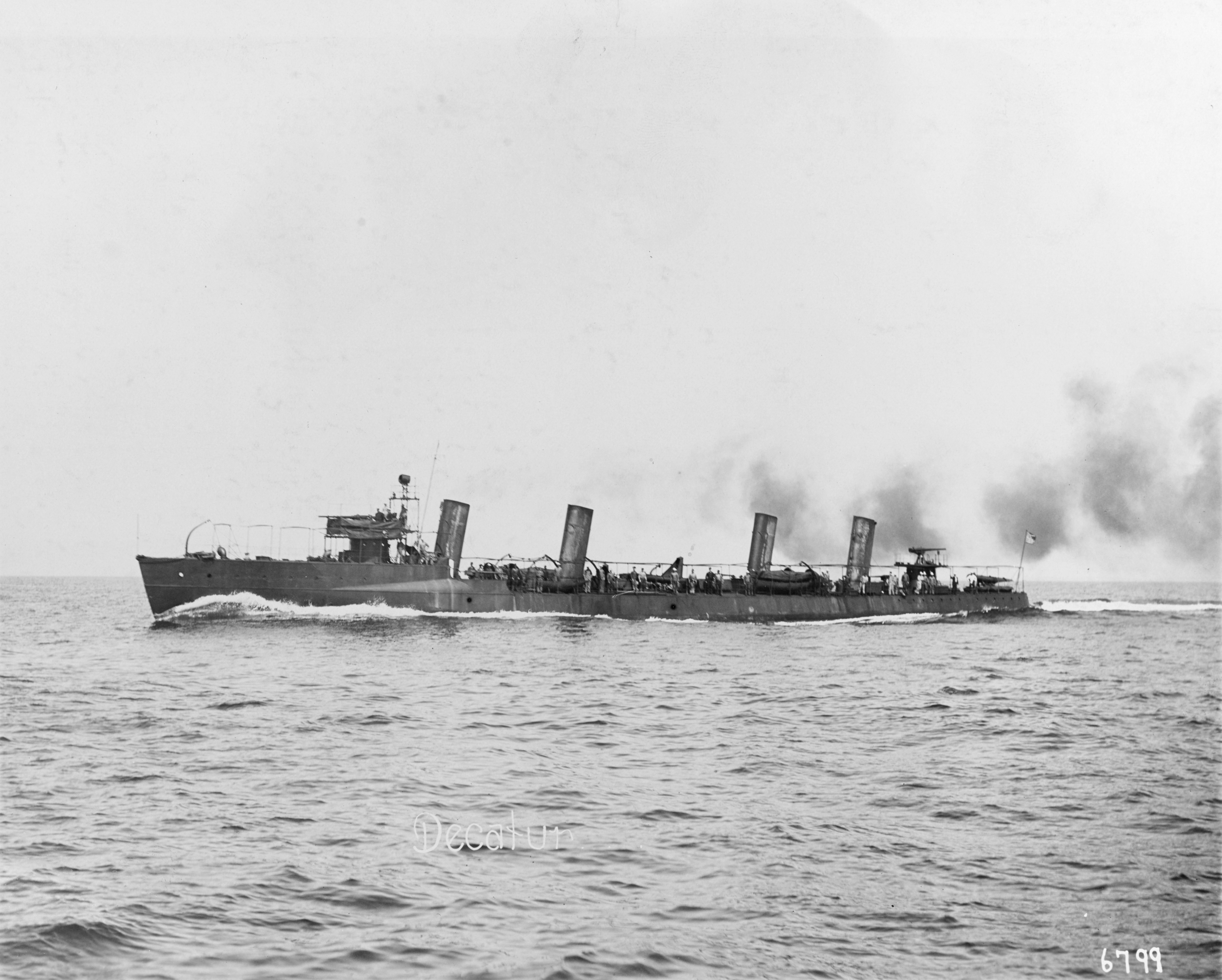
迪凱特號採用官方設計建造。相中可見艦體煙囪以2支為一組前後分別排列。艦艉指揮搭上裝有1門3吋火炮，而艦艏艦橋的3吋炮則被帆布掩蓋。相中艦橋與第一支煙囪中間，為指向左舷的6磅炮，至於另1門6磅炮則指向右舷。相片較難看到的是每組煙囪中間的魚雷發射管，以及置於第二支煙囪後、第三支煙囪前及第四支煙囪後（艦艉指揮搭前方）的3門6磅炮。
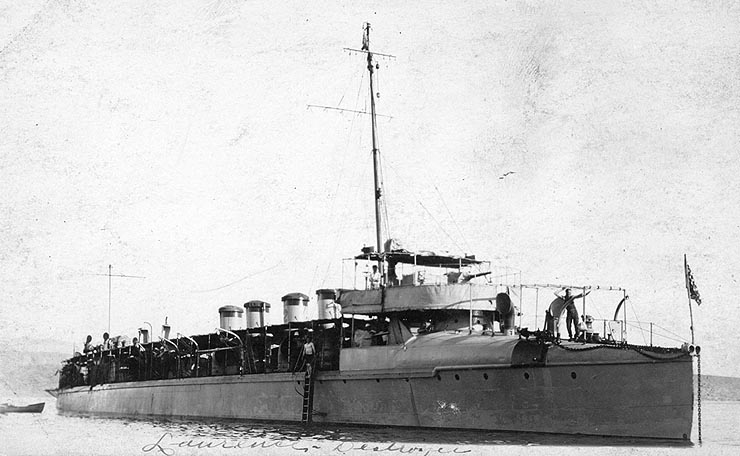
羅倫斯號是由霍河造船廠建造，擁有霍河獨特的私人設計特徵。首先，艦身的4支煙囪平排並列，而沒有按組分列。艦艏與艦橋之間的甲板並不平直，而是以「龜背」狀方式連接。此種艦艏設計在當時的歐洲海軍非常流行。由於設計失誤，艦艏指揮塔上方無法安裝3吋炮，而要改裝6磅炮。「龜背」甲板末段（相中有水兵站立的木梯右方）可見艦橋右舷的6磅炮，此時因便於收藏而指向前方。
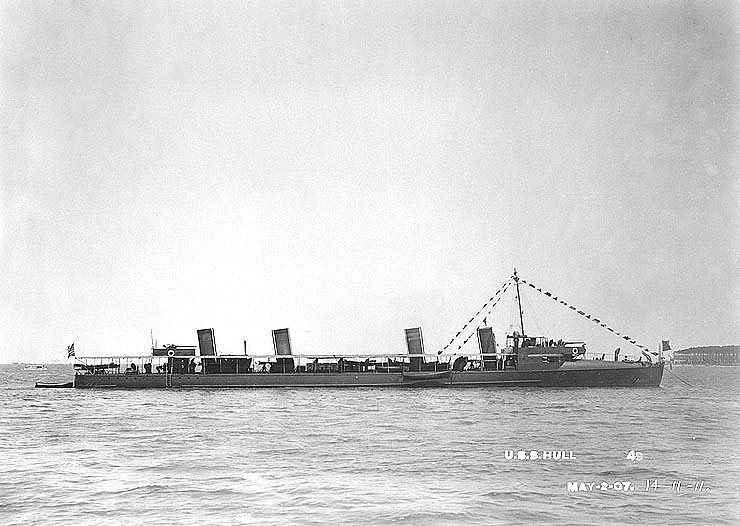
赫爾號由夏蘭·荷令斯威建造，其特徵又稍有不同。首先，赫爾號的煙囪配置雖跟從官方設計，但較之為高。前部甲板採用「龜背」設計，而且前甲板整體明顯較矮。艦艏指揮塔安裝了3吋炮，而其下方的開口則為6磅炮。艦體後方裝有4門6磅炮，比官方設計多1門。

13艘班布里奇級俱於1899年開始建造，在1902年至1903年間陸續服役。不久這批驅逐艦組成海軍首批魚雷戰隊（Torpedo Flotila），分別在亞洲艦隊及大西洋艦隊服役。服役期間，海軍意外發現班布里奇級的巡航能力遠超估計之外，由三藩市到巴拿馬運河中途只需補煤一次，航行順利的話更無需補煤，只是期間不能作高速巡航。這為日後海軍設計驅逐艦設下標準。
雖然班布里奇級的性能在1910年代早已過時，部分軍艦在第一次世界大戰期間，仍被派往大西洋及地中海護航商船，其中昌西號在直布羅陀因撞船意外沉沒，成為班布里奇級惟一折損的軍艦。戰後餘下的12艘班布里奇級，全數被海軍出售予商人拆解，但最終拆解時間未明，部分軍艦在拆解前曾改裝為各種商業用船。